# 共同 (運送会社)
株式会社共同（きょうどう、英文社名：Kyoudou Co.,Ltd.）は、神奈川県横浜市栄区に本社を置く企業である。運送業、バス事業、倉庫業、産業廃棄物収集運搬業などを営んでいる。
神奈川県トラック協会、茨城県トラック協会会員、神奈川県貨物自動車事業協同組合連合会会員。神奈川県バス協会会員。

## 概要
トラック輸送による運送業者として出発し、かつてはタクシー事業も営んでいた。主力事業はトラックによる一般貨物自動車運送事業であるが、バス事業を「旅客事業部」として行っている。なお、2016年にタクシー事業部を廃止してタクシー事業からは撤退している。
2009年に横浜市戸塚区小雀地区のコミュニティバス「こすずめ号」の運行受託により乗合バス事業へ参入したのを皮切りに、貸切バス事業および特定バス事業にも参入した。「こすずめ号」の実証運行時はバス事業の営業免許を保有していなかったため乗合タクシーとして運行していたが、本格運行への移行に先立ち乗合バスの事業免許を取得した。コミュニティバスの運行受託からバス事業へ参入した事業者の一つである。

### 事業所
トラック営業所
- 横浜営業所：神奈川県横浜市栄区金井町164-1[5]
- 厚木営業所：神奈川県厚木市上依知2847-1[6]
- 古河営業所：茨城県古河市仁連2307-1[7]

バス営業所
- 旅客事業部：神奈川県横浜市戸塚区汲沢町124-1

## 沿革
- 1996年（平成8年）1月：株式会社共同として会社設立[1]。
- 2002年（平成14年）：横浜市栄区へ本社営業事務所を移転[1]。
- 2003年（平成15年）：厚木事業所を設置[1]。
- 2004年（平成16年）：タクシー事業部を設立、一般乗用旅客自動車運送事業の認可を受ける[1]。
- 2006年（平成18年）：厚木事業所を分社化、独立法人とする[1]。
- 2008年（平成17年）10月15日：小雀乗合タクシーとして「こすずめ号」の実証運行を開始（乗合タクシーとしての運行）[8]。
- 2009年（平成21年）
  - 5月：一般乗合旅客自動車運送事業の認可を受ける[9]。
  - 7月6日：「こすずめ号」を本格運行へ移行[8]。乗合バス事業へ参入[1]。
- 2011年（平成23年）
  - 特定旅客自動車運送事業の認可を受け、特定バス事業へ参入[1]。
  - 産業廃棄物収集運搬事業を開始。厚木事業所の敷地・設備を拡大[1]。
- 2013年（平成25年）：一般貸切旅客自動車運送事業を開始、貸切バス事業へ参入[1]。
- 2014年（平成26年）：厚木事業所を再び合併して厚木営業所とする[1]。
- 2016年（平成28年）：タクシー事業部を廃止し、タクシー事業から撤退[1]。
- 2018年（平成30年）：古河営業所を設置[1]。
- 2020年（令和2年）：古河営業所を現在地（古河市仁連）へ移転[1]。

## 車両
コミュニティバスの車両については「こすずめ号」の記事を参照。
貸切バス・特定バスの車両は、日野・リエッセなどのマイクロバス、トヨタ・ハイエースなどのワンボックスカーといった小型の車両が主力である。
トラックは、大型・中型・小型など各種車両を取り揃えている。